# 18079 Lion-Stoppato
18079 Lion-Stoppato (2000 FJ63) là một tiểu hành tinh vành đai chính.